# Communiqué (album)
Pour les articles homonymes, voir Communiqué.
Albums de Dire Straits
Dire Straits
(1978) Making Movies
(1980)
Singles
1. Lady Writer
Sortie : 13 juillet 1979

Communiqué est le deuxième album du groupe de rock anglais Dire Straits, sorti en 1979.

## Historique
Communiqué a été coproduit par le vétéran du label Atlantic Jerry Wexler et par l'organiste Barry Beckett (qui joue aussi les claviers sur l'album) et enregistré aux Compass Point Studios, à Nassau aux Bahamas. Cet album est le prolongement logique du précédent et premier album du groupe, Dire Straits, à l'image du single Lady Writer qui ressemble au tube Sultans of Swing.
L'album se classa en onzième position des charts américain, le single Lady Writer s'y classa quarante-cinquième.
Après sa sortie, Bob Dylan invita Mark Knopfler et Pick Withers sur son album Slow Train Coming. Barry Beckett joue aussi sur l'album de Dylan. 
A ce jour (en 2025), l'album s'est vendu à plus de 7 millions à travers le monde et dont 1 million au US, 600000 au Royaume Uni, 750000 en France et 900000 en Allemagne. 

## Listes des pistes
Face 1
Toutes les chansons sont écrites et composées par Mark Knopfler.
| No | Titre                            | Durée |
| -- | -------------------------------- | ----- |
| 1. | Once Upon a Time in the West     | 5:25  |
| 2. | News                             | 4:14  |
| 3. | Where Do You Think You're Going? | 3:49  |
| 4. | Communiqué                       | 5:49  |

Face 2
Toutes les chansons sont écrites et composées par Mark Knopfler.
| No | Titre                | Durée |
| -- | -------------------- | ----- |
| 5. | Lady Writer          | 3:45  |
| 6. | Angel of Mercy       | 4:36  |
| 7. | Portobello Belle     | 4:29  |
| 8. | Single-Handed Sailor | 4:42  |
| 9. | Follow Me Home       | 5:50  |

## Musiciens

### Dire Straits
- Mark Knopfler - Chant, guitare solo et rythmique
- David Knopfler - Guitare rythmique,  Chœurs
- John Illsley - Basse, Chœurs
- Pick Withers - Batterie

### Musicien additionnel
- Barry Beckett - Claviers

## Production
- Jerry Wexler et Barry Beckett – producteurs
- Gregg Hamm – ingénieur du mixage
- Jack Nuber – ingénieur
- Bobby Hata – mastering
- Paul Wexler – superviseur de mastering
- Bob Ludwig – remasterisation
- Thelbert Rigby - opérateur de bande
- Alan Schmidt – direction artistique[1]
- Geoff Halpin – illustrations

## Charts et certifications
| Pays             | Durée du classement | Meilleur classement |
| ---------------- | ------------------- | ------------------- |
| Allemagne        | 44 semaines         | 1er                 |
| Autriche         | 18 semaines         | 7 e                 |
| Canada           | 15 semaines         | 14e                 |
| États-Unis       | 19 semaines         | 11e                 |
| Italie           | -                   | 17e                 |
| France           | 31 semaines         | 3e                  |
| Norvège          | 44 semaines         | 2e                  |
| Nouvelle-Zélande | 36 semaines         | 1er                 |
| Pays-Bas         | 22 semaines         | 3e                  |
| Royaume-Uni      | 32 semaines         | 5e                  |
| Suède            | 22 semaines         | 1er                 |

| Pays             | Certification | Ventes    | Date         |
| ---------------- | ------------- | --------- | ------------ |
| Allemagne        | Platine       | 500 000 + | 1979         |
| Canada           | 2 × Platine   | 200 000 + | 01/09/1979   |
| États-Unis       | Or            | 500 000 + | 26 juin 1979 |
| Finlande         | Or            | 25 000 +  | 1989         |
| France           | 2 × Platine   | 600 000 + | 1991         |
| Nouvelle-Zélande | Or            | 7 500 +   | 06/07/1986   |
| Pays-Bas         | Platine       | 80 000+   | 1979         |
| Royaume-Uni      | Platine       | 300 000 + | 29/10/1985   |
| Suisse           | 3 × Platine   | 150 000 + | 1992         |

### Charts single
| Date | Single      | Chart              | Durée du classement | Position |
| ---- | ----------- | ------------------ | ------------------- | -------- |
| 1979 | Lady Writer | Hot 100            | 7 semaines          | 45e      |
| 1979 | Lady Writer | RPM Top Singles    | 8 semaines          | 51e      |
| 1979 | Lady Writer | Top 100            | 12 semaines         | 34e      |
| 1979 | Lady Writer | RMNZ Singles Top40 | 3 semaines          | 39e      |
| 1979 | Lady Writer | Mega Top 50        | 5 semaines          | 18e      |
| 1979 | Lady Writer | UK Singles Chart   | 6 semaines          | 51e      |